# Kirche von Norrlanda

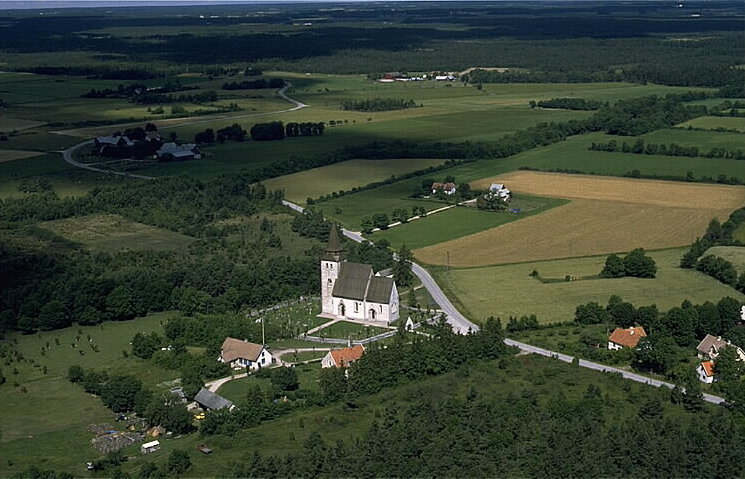
Kirche von Norrlanda

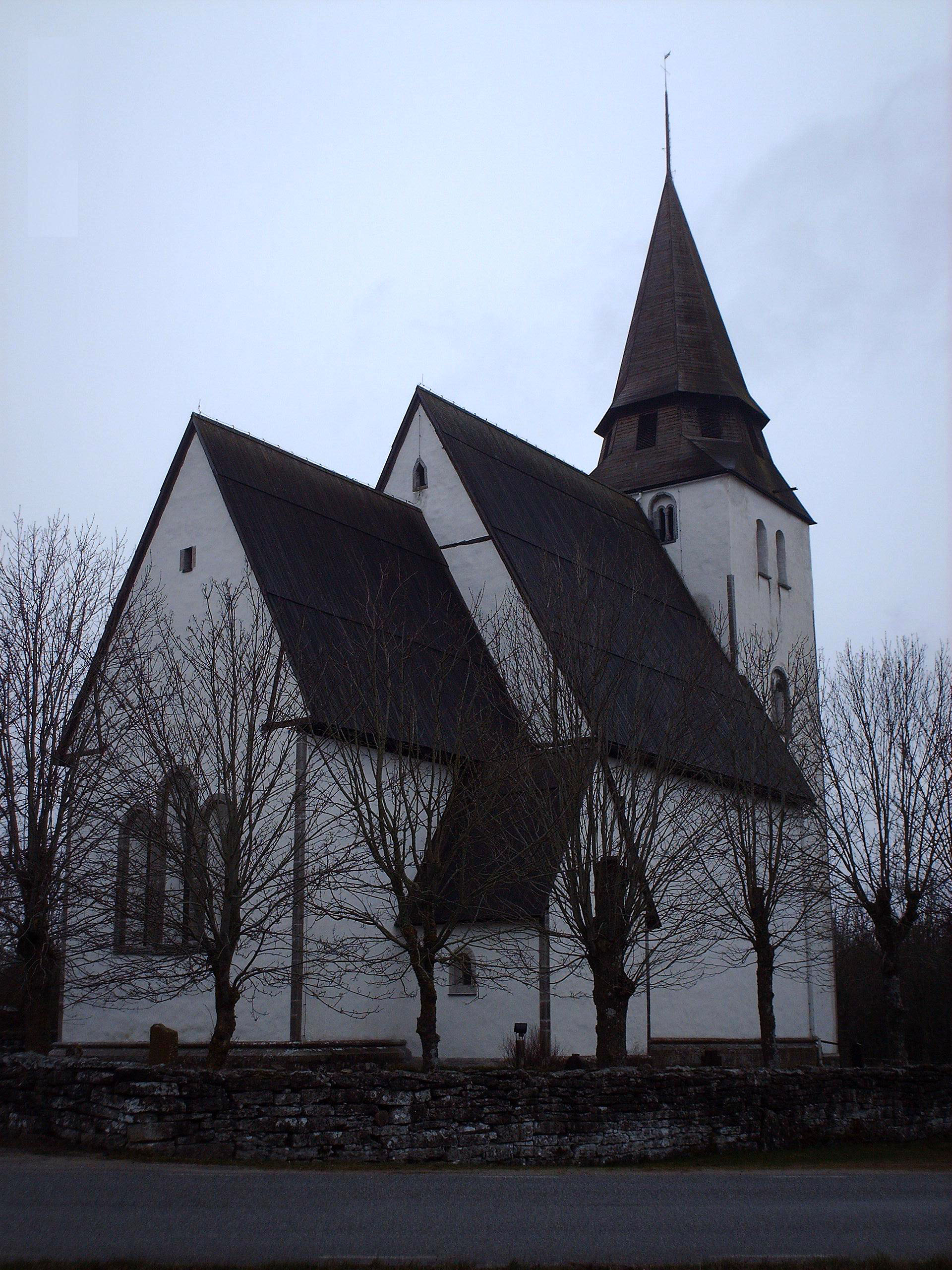
Norrlanda kyrka

Die Kirche von Norrlanda (schwedisch Norrlanda kyrka) ist eine gotische Landkirche auf der schwedischen Insel Gotland. Sie gehört zur Kirchengemeinde (schwedisch församling) Gothem im Bistum Visby.

## Lage
Die Kirche liegt im östlichen Landesinnern von Gotland, 27 km südöstlich von Visby, 12 km nördlich von Roma und 19 km nördlich von Ljugarn. Sie liegt auf einem Schotterplateau östlich des Kyrkmyren, einem heute eingedeichten und kultivierten Moorgebiet.

## Kirchengebäude
Die gemauerte mittelalterliche Kirche besteht aus einem rechteckigen Langhaus, einem Kirchturm im Westen und einem schmaleren, gerade abgeschlossenen Chor im Osten mit einer Sakristei im Norden. Der Turm ist vom Anfang des 13. Jahrhunderts und gehörte ursprünglich zu einer romanischen Kernkirche aus der zweiten Hälfte des 12. Jahrhunderts. In der zweiten Hälfte des 13. Jahrhunderts oder um 1300 herum wurde der romanische Chor durch den heutigen Chor mit der angebauten Sakristei ersetzt. Das Langhaus kam in der Mitte des 14. Jahrhunderts dazu. Somit ist von der ursprünglichen romanischen Kirche nur noch der Turm erhalten. Aus dieser Zeit ist auch das bemerkenswerte Südportal, das vom anonymen Steinmetzmeister Egypticus errichtet wurde. Der Turm wurde wahrscheinlich in derselben Zeit erweitert Die Kirche hat verputzte Fassaden und die Kanten der Gebäudeecken und die Umfassungen der Fenster sind aus gehauenem Stein. Das Langhaus und der niedrigere Chor sind durch steile Satteldächer gedeckt. Der Turm hat kleine Schallöffnungen und eine achteckige Turmspitze mit einer Glockenebene unter einem Schirmdach. Außer dem Langhausportal gibt es Eingänge auf der Südseite des Chors mit einem spitzbogigen Perspektivportal und auf der Nordseite des Turms mit einem durch zwei hintereinander folgende Rippen gestützten Rundbogen. Ein hoher und breiter spitzbogiger Triumphbogen führt zum Chor. Dieser ist durch ein Zeltgewölbe gedeckt und wird durch die große Dreiergruppe von Fenstern beleuchtet. Der Turmraum hat ein Kreuzgewölbe, ein Rundfenster im Westen und eine schmalere spitzbogige Maueröffnung als Verbindung zum Langhaus. Die Sakristei ist durch Tonnengewölbe überdeckt. Die Kalkmalereien im Chor und im Langhaus wurden vom Passionsmeister in der Mitte des 15. Jahrhunderts ausgeführt. Die Kirche wurde 1889 restauriert. Eine weitere Restaurierung fand 1953–1954 nach Plänen des Architekten Olle Karth statt.

## Ausstattung
- Im Turm hängt eine Kirchenglocke, die wahrscheinlich um 1250 herum gegossen wurde.
- Die Kanzel kam 1726 dazu und ruht auf dem südlichen der beiden mittelalterlichen Seitenaltäre.
- Der Taufstein aus Sandstein ist von 1735 und ruht auf einem Unterbau eines älteren Taufsteins.
- Die heutige Orgel wurde 1955 von Wilhelm Hemmersam aus Kopenhagen gebaut und kam 1985 in die Kirche.  Vorher war die Orgel in der Kirche von Elleholm in der historischen Provinz Blekinge.
- Die Norrlandaorgel, die zwischen 1370 und 1430 erbaut wurde, ist heute im staatlichen historischen Museum in Stockholm ausgestellt; eine Rekonstruktion befindet sich in Deutschland im Orgelbaumuseum in Ostheim/Rhön.

## Umgebung
- Zwei mittelalterliche Portale in der Kirchhofsmauer sind noch erhalten. Das nördliche Portal hat eine besondere Ausformung mit einem spitzbogigen Gewölbe, das in der Mitte durch eine Arkadenmauer in einem kleineren und einen größeren Durchgang eingeteilt ist.
- Südöstlich der Kirche wurde im Jahr 1971 eine 1899 abgerissene mittelalterliche Hofpforte wiedererrichtet.